# 徙
徙，中国古代西南民族。是西南夷的一支。位于今四川省西部，与筰都是当地最大的部落。徙、筰都都在邛都、蜀郡以西的汉嘉郡，即在今四川省西昌市以北到雅安市以南的广大地区。

## 延伸阅读
[在维基数据编辑]
 《史記/卷116》，出自司馬遷《史記》